# Хондросаркома
Хондросаркомата е рак състоящ се от клетки, получени от трансформирани клетки, които произвеждат хрущял. Хондросаркомата е част от категория тумори на костите и меките тъкани познати като саркома. Около 30% от раковите заболявания на скелетната система са хондросаркома. Резистентна е на химиотерапия и радиотерапия. За разлика от други костно ракови заболявания, които в основната си част засягат деца и подрастващи, случаи на хондросаркома се наблюдава при хора на всякаква възраст. По-често засяга аксиалния скелет и по-малко апендикуларния.

## Симптоми
- Гръбначна или бедрена болка
- Ишиас
- Оток

## Причини
Причините не са известни. Пациентите може да са страдали от енхондрома или остеохондрома. Вторична хондросаркома се наблюдава при някои пациента, страдащи от синдром на Мафучи или болест на Олиер.
Асоциирана е с Изоцитратна дехидрогеназа 1 и 2 ензими, които също са свързвани с глиоми и левкимии.

## Диагностика
Уреди като радиограф, компютърен томограф и Магнитно-резонансна томография често са използвани при диагностика на хондросаркома. Въпреки това, сигурната диагноза зависи от идентификацията на злокачествени ракови клетки произвеждащи хрущял при образец от биопсия направена от патолог. В някои случаи, обикновено на високо анапластични тумори, се изисква имунохистохемия.
За момента няма кръвни тестове, позволяващи на онколозите да установят наличието на хондросаркома. Най-често за диагностика се използва томограф.
Почти всички пациенти са във видимо добро здраве. Често те не подозират за нарастващия тумор, докато не се появи осезаемо подуване или болка. Ранната диагностика често е случайна. Понякога първият наблюдаван симптом е счупена кост в раково засегнатата област. Всяко счупване, резултат на лека травма изисква по нататъчни изследвания, въпреки многото заболявания които водят до слаби кости и тази форма на рак не е честа причина за такива счупени кости.

## Лечение
Лечението зависи от мястото на рака и степента на растеж на туморите. Поради рядкостта на хондросаркомите, те се лекуват в специализирани болници с центрове по саркомни заболявания.
Хирургическото отстраняване е най-честата форма на лечение. Специалисти по мусколоскелетните тумори или ортопедични онколози са най-честият избор при лечението на хондросаркома, освен ако не се намира в черепа, гръбначния стълб или гръдната кухина. При такива случаи се избира неврохирург или гръден хирург с опит в лечението на саркоми.
Често се прилагат техники за ограничаване на крайниците, но в някои случаи ампутацията е неизбежна. Налага се ампутация на ръка, крак, челюст или половината от таза (процедура наречена хемипелвектомия).
Има два вида хемипелвектомия – вътрешна и външна.
- Външна хемипелвектомия е отстраняването на част от таза при ампутацията на крак.
- Вътрешна хемипелвектомия е отстраняването на част от таза, но кракът остава.

Химиотерапията и традиционната радиотерапия не са особено ефективни при лечение на хондросарком, въпреки че протонната терапия показва добри резултати с локален контрол над туморите от над 80%.
Пълното хирургическо отстраняване е най-ефективният метод на лечение, но понякога е труден за изпълнение. Радиацията при протонова терапия, може да помогне при неудобни локации, за да направи операцията по ефективна.
Скорошни проучвания показват, че индуцирането на апоптоза при бързоразвиваща се хондросаркома е добър метод за терапия.

## Прогноза
Прогнозата зависи от това колко рано е установен и лекуван рака. При най-леката форма около 90% от пациентите живеят повече от 5 години след диагнозата. Хората често имат по-добри шансове за живот при наличието на бавно разпространяващите се видове рак. При най-агресивния тип, само около 10% от пациентите живеят до една година.
Тумори могат да се развият в бъдеще, затова последващи скенерни снимки са изключително важни за да бъде сигурно, че няма връщане на рака или образуване на метастази, които обикновено се получават в белите дробове.